# Julia de veneno
Julia de veneno va ser una suposada llei romana, atribuïda a l'emperador Neró al començament de la segona meitat del segle i, que regularia els enverinaments. D'aquesta llei no hi cap detall i només és esmentada pel nom.